# 4-й гвардейский бомбардировочный авиационный корпус (авиации дальнего действия)
4-й гвардейский бомбардировочный авиационный Гомельский корпус (4-й гв. бак) — соединение Военно-Воздушных сил (ВВС) Вооружённых Сил РККА, принимавшее участие в боевых действиях Великой Отечественной войны.

## Наименования корпуса

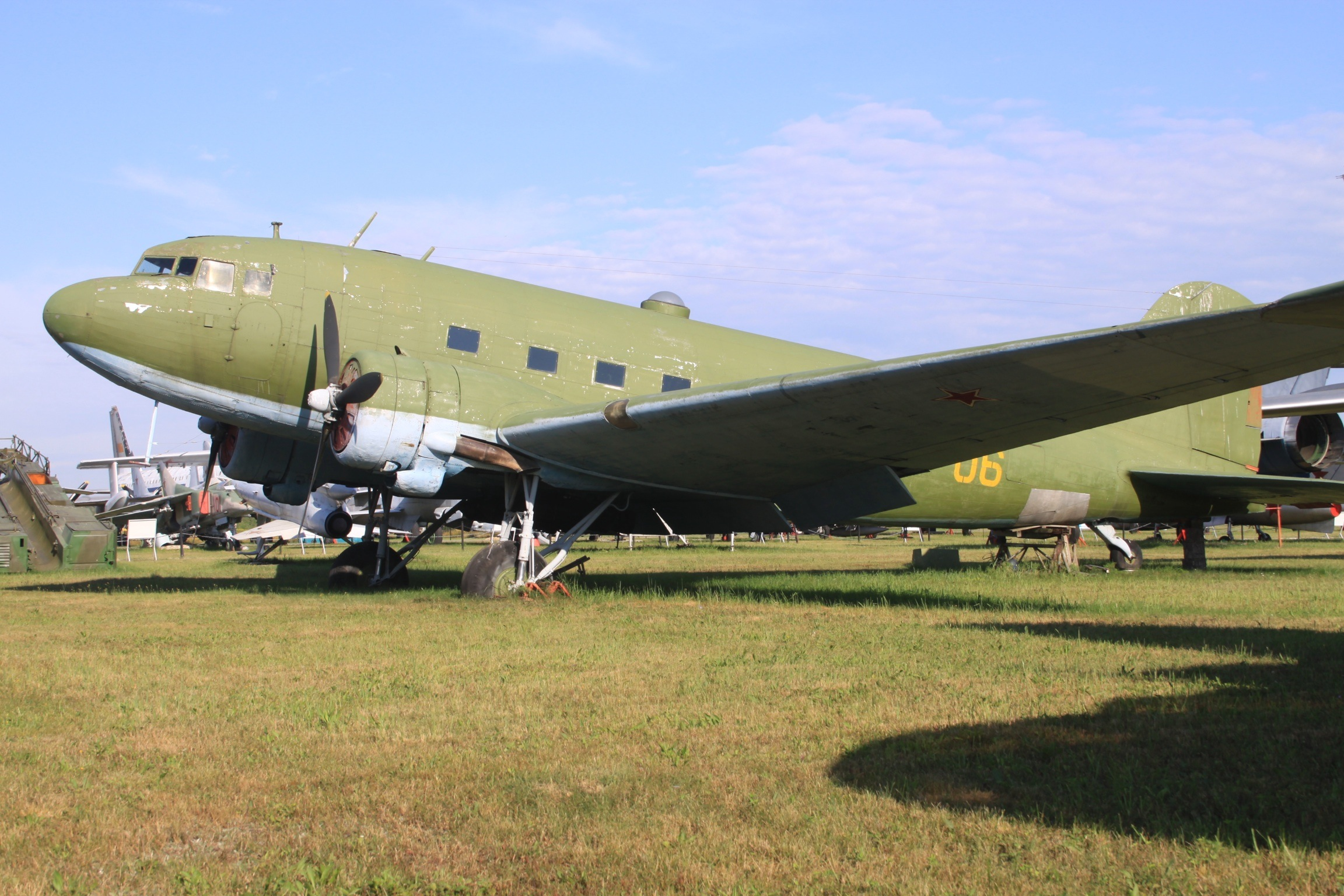
Самолёт корпуса Ли-2ДБ

- 4-й гвардейский авиационный корпус дальнего действия;
- 4-й гвардейский авиационный Гомельский корпус дальнего действия;
- 4-й гвардейский бомбардировочный авиационный Гомельский корпус;
- 81-й гвардейский бомбардировочный авиационный Гомельский корпус;
- 81-й гвардейский тяжелый бомбардировочный авиационный Гомельский корпус;
- Войсковая часть (Полевая почта) 21279.

## Создание корпуса
4-й гвардейский бомбардировочный авиационный Гомельский корпус 29 декабря 1944 года создан путём переформирования из 4-го гвардейского авиационного Гомельского корпуса дальнего действия

## Преобразование корпуса
4-й гвардейский бомбардировочный авиационный Гомельский корпус 10 января 1949 года переименован в 81-й гвардейский бомбардировочный авиационный Гомельский корпус

## В действующей армии
В составе действующей армии:
- с 29 декабря 1944 года по 9 мая 1945 года[3], всего 132 дня

## Командир корпуса
- генерал-лейтенант авиации Счётчиков Георгий Семёнович[4], период нахождения в должности: с 29 декабря 1944 года по 9 мая 1945 года.
- генерал-майор авиации Балашов Иван Филиппович[5], период нахождения в должности: с августа 1948 года по декабрь 1949 года.
- генерал-лейтенант авиации Георгиев Иван Васильевич[6], период нахождения в должности — с декабря 1949 года по 13 ноября 1950 года.
- генерал-майор авиации Сажин Николай Иванович[7], период нахождения в должности — с декабря 1950 года по ноябрь 1951 года
- генерал-майор авиации Балашов Иван Филиппович[5], период нахождения в должности: с декабря 1951 года по август 1953 года.

## В составе объединений

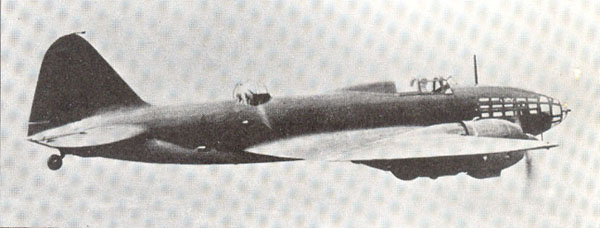
Самолёт корпуса Ил-4

| Объединение          | Период                  |
| -------------------- | ----------------------- |
| 18-я воздушная армия | 29.12.1944 — 09.05.1945 |

## Соединения, части и отдельные подразделения корпуса
- 2-я гвардейская бомбардировочная Севастопольско-Берлинская авиационная дивизия (до 01 февраля 1945 года)
  - 3-й гвардейский бомбардировочный авиационный Смоленско-Берлинский Краснознамённый полк (Ил-4)
  - 18-й гвардейский бомбардировочный авиационный Севастопольско-Берлинский Краснознамённый полк (Ил-4)
  - 327-й бомбардировочный авиационный полк (Ил-4, Ер-2)
- 14-я гвардейская бомбардировочная авиационная Брянско-Берлинская Краснознамённая дивизия:
  - 15-й гвардейский бомбардировочный авиационный Севастопольский Краснознамённый полк (В-25)
  - 27-й гвардейский бомбардировочный авиационный Брестский полк (A-20G[8], В-25 с декабря 1944 года);
  - 229-й гвардейский бомбардировочный авиационный Рославльский Краснознамённый полк (В-25);
  - 250-й гвардейский бомбардировочный авиационный полк (В-25);
- 15-я гвардейская Гомельская бомбардировочная авиационная дивизия:
  - 14-й гвардейский Смоленский Краснознамённый бомбардировочный авиационный полк (В-25, Ли-2);
  - 238-й гвардейский Севастопольский бомбардировочный авиационный полк (В-25);
  - 251-й гвардейский бомбардировочный авиационный полк (В-25);
- 53-я бомбардировочная авиационная Сталинградская дивизия:
  - 1-й гвардейский бомбардировочный авиационный Брянский Краснознаменный полк;
  - 239-й гвардейский бомбардировочный авиационный Белгородский Краснознаменный полк (Ли-2);
  - 336-й бомбардировочный авиационный полк (Ли-2);
- 54-я бомбардировочная авиационная Орловская дивизия:
  - 7-й гвардейский бомбардировочный авиационный Гатчинский Краснознаменный полк (Ли-2);
  - 29-й гвардейский бомбардировочный авиационный Красносельский полк (Ли-2)
  - 340-й бомбардировочный авиационный Бреславский полк (Ли-2);
- 341-й отдельный бомбардировочный авиационный полк (В-25).

## Участие в операциях и битвах
- Будапештская наступательная операция[5] — с 26 декабря 1944 года по 13 февраля 1945 года.
- Нижне-Силезская операция[4] — с 8 февраля 1945 года по 24 февраля 1945 года.
- Восточно-Померанская операция[4] — с 20 февраля 1945 года по 4 апреля 1945 года.
- Балатонская оборонительная операция[5] — с 6 марта 1945 года по 15 марта 1945 года.
- Венская операция[4] — с 16 марта 1945 года по 15 апреля 1945 года.
- Берлинская операция[4] — с 16 апреля 1945 года по 8 мая 1945 года.

## Освобождение городов

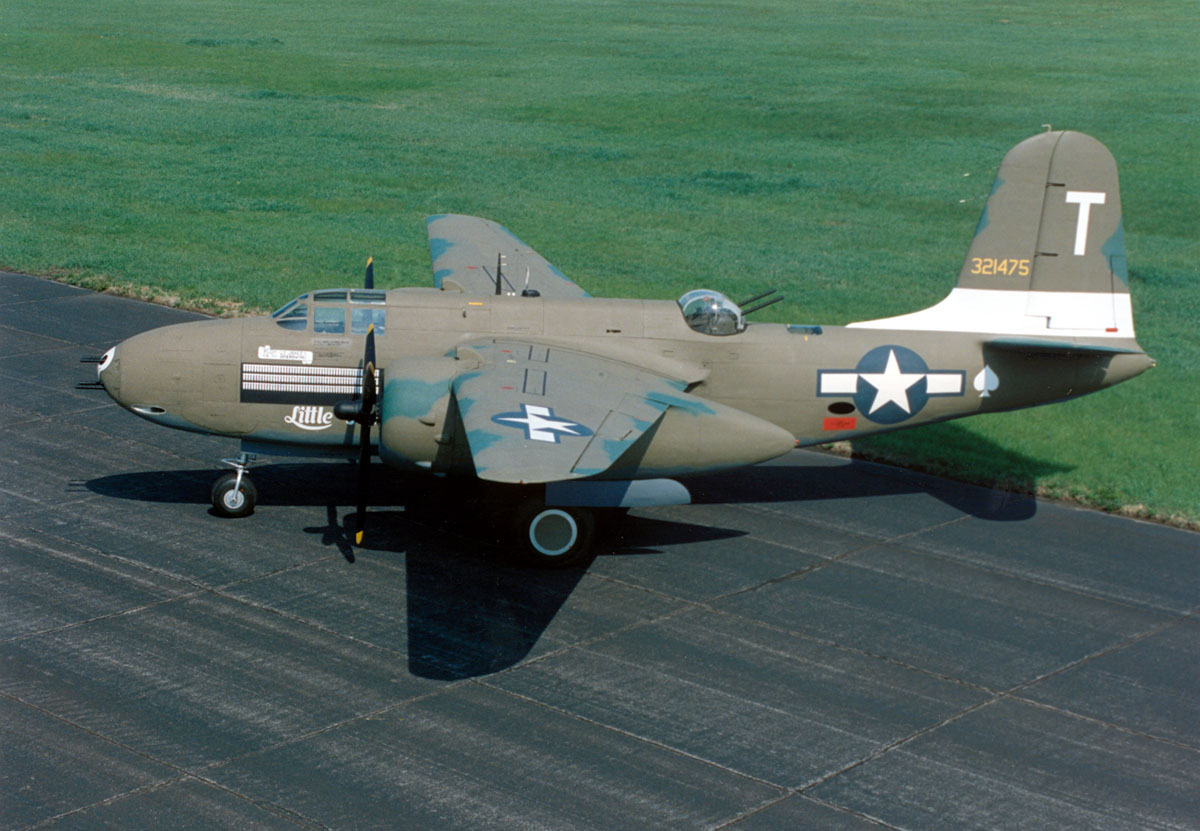
A-20G (Дуглас А-20 Хэвок/ДБ-7 Бостон)

Заслуги корпуса отмечены при освобождении городов:
- Севастополь[4]
- Львов[4]
- Гомель[4]
- Сомбатель[4]
- Веспрем[4]
- Бреслау[4]
- Данциг[4]
- Берлин[4]
- Винер-Нойштадт
- Папа (Австрия)[4]
- Шопрон

## Почётные наименования
- 14-й гвардейской бомбардировочной авиационной Брянской дивизии за отличия в боях при овладении городом Берлин присвоено почётное наименование «Берлинская»[11].
- 340-му бомбардировочному авиационному полку присвоено почётное наименование «Бреславский»[12].

## Награды

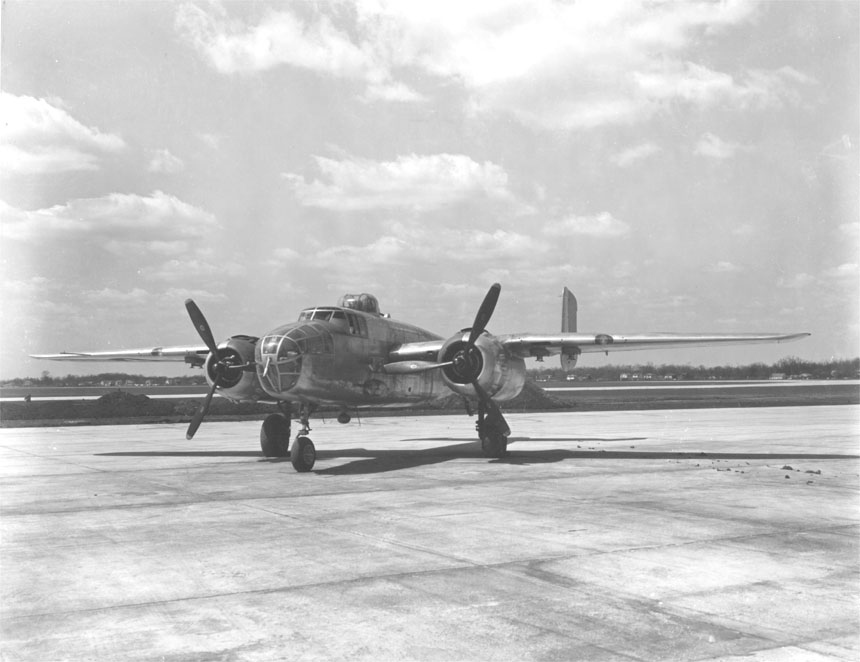
Самолёт корпуса В-25

- 239-й бомбардировочный авиационный Белгородский полк Указом Президиума Верховного Совета СССР награждён орденом «Боевого Красного Знамени».

## Благодарности Верховного Главного Командования
- За отличие в боях при овладении в Домбровском угольном районе городами Катовице, Семяновиц, Крулевска Гута (Кенигсхютте), Миколув (Николаи) и в Силезии городом Беутен[13].
- За отличие в боях при разгроме окруженной группировки противника в Будапеште и овладении столицей Венгрии городом Будапешт — стратегически важным узлом обороны немцев на путях к Вене[14].
- За отличие в боях при овладении городами Секешфехервар, Мор, Зирез, Веспрем, Эньинг, а также при занятии более 350 других населенных пунктов[15].
- За отличие в боях при овладении городом и крепостью Гданьск — важнейшим портом и первоклассной военно-морской базой немцев на Балтийском море[16].
- За отличие в боях при овладении крепостью и главным городом Восточной Пруссии Кенигсберг — стратегически важным узлом обороны немцев на Балтийском море[17].
- За отличие в боях при овладении городами Франкфурт-на-Одере, Вандлитц, Ораниенбург, Биркенвердер, Геннигсдорф, Панков, Фридрихсфелъде, Карлсхорст, Кепеник и вступление в столицу Германии город Берлин[18].
- За отличие в боях при разгроме берлинской группы немецких войск и овладением столицы Германии городом Берлин — центром немецкого империализма и очагом немецкой агрессии[19].
- За отличие в боях при овладении портом и военно-морской базой Свинемюнде — крупным портом и военно-морской базой немцев на Балтийском море[20].

## Послевоенная история корпуса

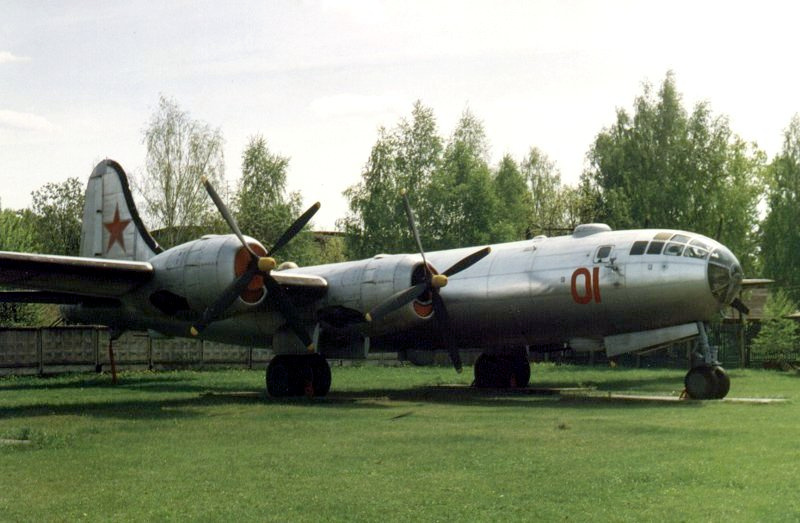
Самолет корпуса с 1951 по 1955 годы — Ту-4. На фото единственный сохранившийся в России экземпляр самолета в музее в Монино

После окончания войны корпус входил в состав 18-й воздушной армии. После реорганизации дальней авиации в апреле 1946 года в составе корпуса осталось две дивизии: 14-я и 15-я гвардейские, 53-я бомбардировочная расформирована, а 54-я бомбардировочная —  переформирована в транспортную после войны с Японией, где она принимала участие в составе 12-й воздушной армии. С аэродромов в Польше корпус перебазировался на аэродромы Озерное (Житомирская область) (15-я гвардейская бомбардировочная авиационная дивизия) и Кировоград (14-я гвардейская бомбардировочная авиационная дивизия). Штаб корпуса перебазировался в Киев.
С апреля 1946 года корпус вошёл в состав 2-й воздушной армии дальней авиации, созданной на базе 8-й воздушной армии. В 1949 году 4-й гвардейский бомбардировочный авиационный корпус переименован в 91-й гвардейский бомбардировочный авиационный корпус, а 2-я воздушная армия дальней авиации — в 43-ю воздушную армию дальней авиации. В 1951 году дивизии стали получать новую авиационную технику — самолеты Ту-4, оснащённые системой дозаправки топливом в воздухе и способные нанести ответные удары по передовым базам США в Западной Европе, в том числе в Англии. Корпус, дивизии и её полки к наименованию получили дополнительное наименование «тяжелая». С 1949 года корпус именуется как 81-й гвардейский тяжелый бомбардировочный авиационный корпус.

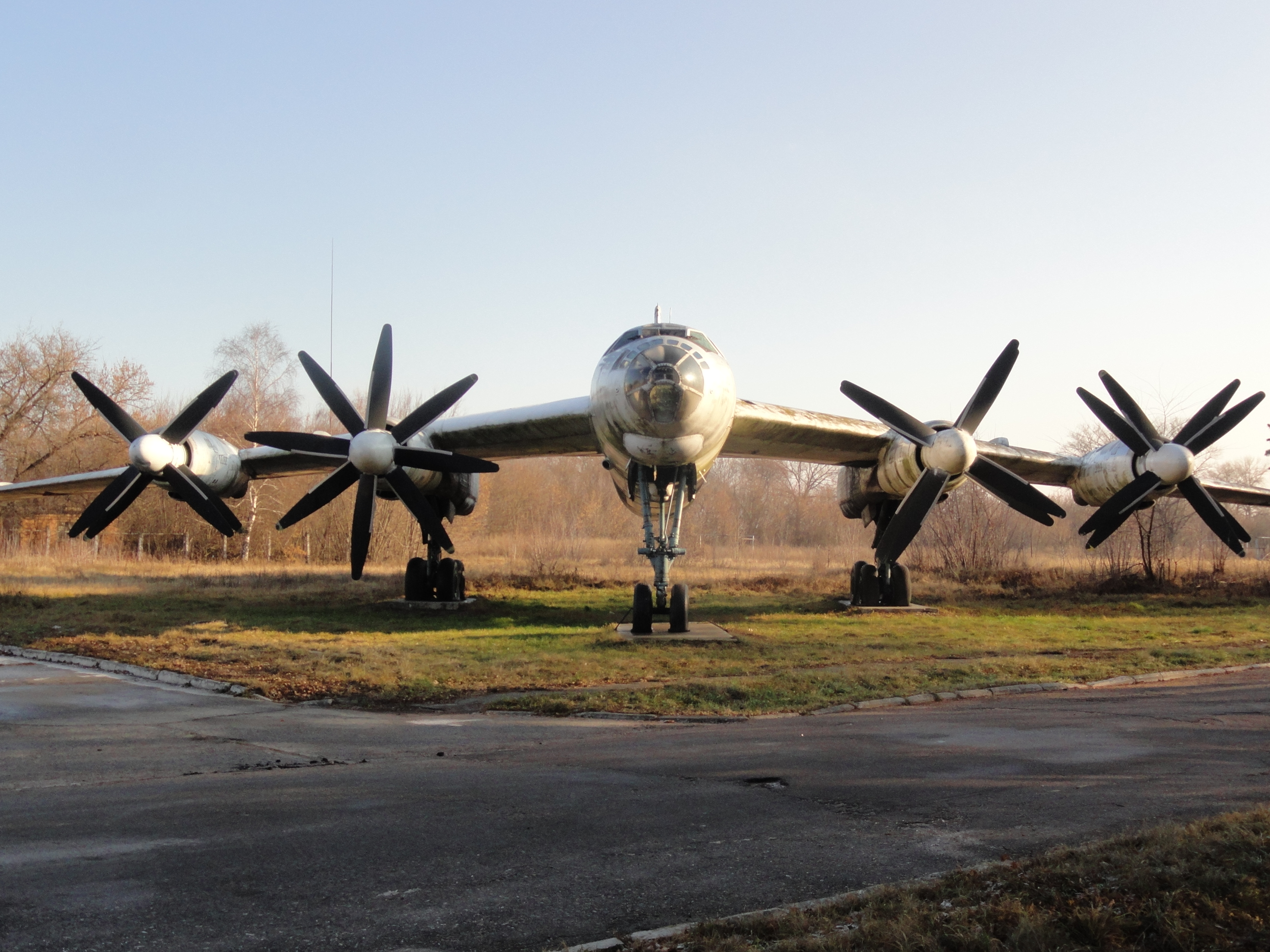
Самолёт Ту-95 на постаменте в Узине

В 1951 году в составе корпуса сформирована 204-я тяжелая бомбардировочная авиационная дивизия на аэродроме Стрый (Львовская область) на самолётах Ту-4, а в мае 1955 года на аэродроме Узин (Киевская область) 106-я тяжелая бомбардировочная авиационная дивизия на самолётах Ту-95.
С 1956 года корпус начал получать новые самолеты — Ту-16, тяжёлый двухмоторный реактивный многоцелевой самолёт с возможностью доставки ядерных боеприпасов. В августе 1956 года 81-й гвардейский тяжелый бомбардировочный авиационный корпус расформирован. Вместе с корпусом расформированы:
- 14-я гвардейская тяжелая бомбардировочная авиационная Брянско-Берлинская Краснознаменная дивизия;
- 204-я тяжелая бомбардировочная авиационная дивизия.

Входившие в состав корпуса 15-я гвардейская тяжелая бомбардировочная авиационная дивизия и 106-я тяжелая бомбардировочная авиационная дивизия вошли в прямое подчинение 43-й воздушной армии дальней авиации.